# Alchemilla cunctatrix
Alchemilla cunctatrix é uma espécie de rosácea do gênero Alchemilla, pertencente à família Rosaceae.